# Islamische Gemeinschaft Jama'at-un Nur
Die Islamische Gemeinschaft Jama'at-un Nur wurde 1979 in Köln gegründet und ist den Lehren von Said Nursî (1876–1960) verpflichtet. Diese Jama'at unterhält keine Moscheen; stattdessen verbreitet sie ihr Gedankengut durch Studienzirkel (Medresen genannt) und Publikationen, unter anderem Risale-i Nur, das Hauptwerk des Gründers Said Nursî. Sie zählt zu den Gründungsmitgliedern des Islamrats für die Bundesrepublik Deutschland.  Sie vertritt einen traditionellen orthodoxen Islam.
In Europa werden einige Risale-i Nur Schüler vom Dachverband „European Risale-i Nur Association“ vertreten.

## Selbstdarstellung
Jama'at-un Nur, Gemeinschaft des Lichtes, versteht sich als sunnitisch-muslimische Aufklärungsbewegung, die sich unter anderem zum Ziel gesetzt hat, die Moderne mit dem Islam zu versöhnen. Sie fordert und betreibt daher eine Neuinterpretation des Korans im Lichte unserer Zeit.
Die Gemeinschaft verehrt neben Koran und Sunna das Hauptwerk ihres Stifters, Risale-i Nur, als logisches und wissenschaftlich fundiertes Konzept für die Bewältigung von gegenwärtigen Problemen der islamischen Gemeinschaft.

## Struktur und Organisation
Im Laufe der fünfziger Jahre entstanden an vielen Orten der Türkei Freundeskreise, die die Werke Said Nursîs diskutierten. Sie bildeten nach und nach eine nationale Gemeinschaft deren Zentren vor allem die Universitäten waren und sind. Mit der Migrationswelle der sechziger und siebziger Jahre kamen zahlreiche Mitglieder dieser Freundeskreise in die Länder Westeuropas, wo sie eigene Medresen auf Landesebene aufbauten. Die Jama’ at-un Nur Deutschland besteht seit 1967 in Deutschland.
Die Gemeinschaft des Lichtes ist eine offene Gemeinschaft basisdemokratischer Orientierung. Sie finanziert sich allein aus dem Engagement ihrer Mitglieder.

## Aufgaben und Ziele
Über alle Strömungen innerhalb der Gemeinschaft des Lichtes, Jama'at-un Nur, hinweg bemühen sich die Mitglieder um folgende Ziele:
1. Zum einen um die Arbeit mit und am Werk Said Nursîs.
2. Zum anderen widmet sich die Gemeinschaft der geistlichen Betreuung der Muslime in der Diaspora.
3. Dazu gehört seit vielen Jahren das bewusste Engagement im abrahamischen Dialog.

Die Art und Weise dieser innerislamischen Arbeit ist zwar sozialbestimmt, aber nicht parteipolitisch gebunden. Dies gilt sowohl in der Diaspora als auch im Stammland der Türkei.

## Medresen
In den türkischen Universitätsstädten finden sich die örtlichen Gruppen in Medresen zusammen, die ihren Sprecher frei wählen. Auf der Ebene der nationalen Provinz finden regelmäßige Treffen dieser Sprecher statt. Zu denen auch jedes andere Mitglied kommen kann. Die Entscheidungen werden in offenen Diskussionen gefällt. Der heutige Vorstand der deutschen Jama'at-un Nur sind Hasan Özcan und Rüstem Ülker. Neben dieser nationalen Gemeinschaft gibt es zahlreiche unabhängige Gruppen. Die Bewegungen insgesamt unterhalten mehrere Verlage und verschiedene Zeitschriften.
Die Hauptmedrese im deutschsprachigen Raum befindet sich in Köln.

## Integrationsverständnis
Zum Verständnis der Gemeinschaft von Integration zählen: Sprachliche Integration, Berufliche Integration, Soziale Integration, Mentale Integration, Nachbarschaftlichkeit, Partizipation an gesellschaftlichen Aufgaben: „WIR-Gefühl“, Gleichbehandlung und Gleichberechtigung, Chancengleichheit und Dialog auf Augenhöhe, Bewahrung des sozialen Friedens, Beachtung der Gesetze.